# Bezsa
Bezsa, vagy klasszikusan Bádzsa, (arabul باجة ; nyugati nyelvekre átírva gyakran Béja) város Észak-Tunéziában.

## Fekvése
Tunisztól mintegy 100 km-rel nyugatra fekszik, nevét Béja kormányzójáról kapta.

## Története
A jó mezőgazdasági feltételekkel rendelkező régióban fekvő Béja már az ókorban is Vaga néven fontos kereskedelmi hely, gabonapiac volt. Először a karthágóiak erősítették meg a várost, majd a rómaiak foglalták el, akik itt új erődítményeket építettek, ezek maradványai máig láthatók.
Még ma is fontos szerepet játszik a város Tunézia élelmiszer termelésében, de a gabonához mára a cukorrépa is társult, melynek feldolgozása is itt folyik.
Érdekesek régi városrészei, szűk kis utcáikkal.

## Itt születtek, itt éltek
- Guy Bono (született 1953) - francia politikus
- Ikram Kerwat (született 1984), tunéziai-német profi bokszoló

## Galéria

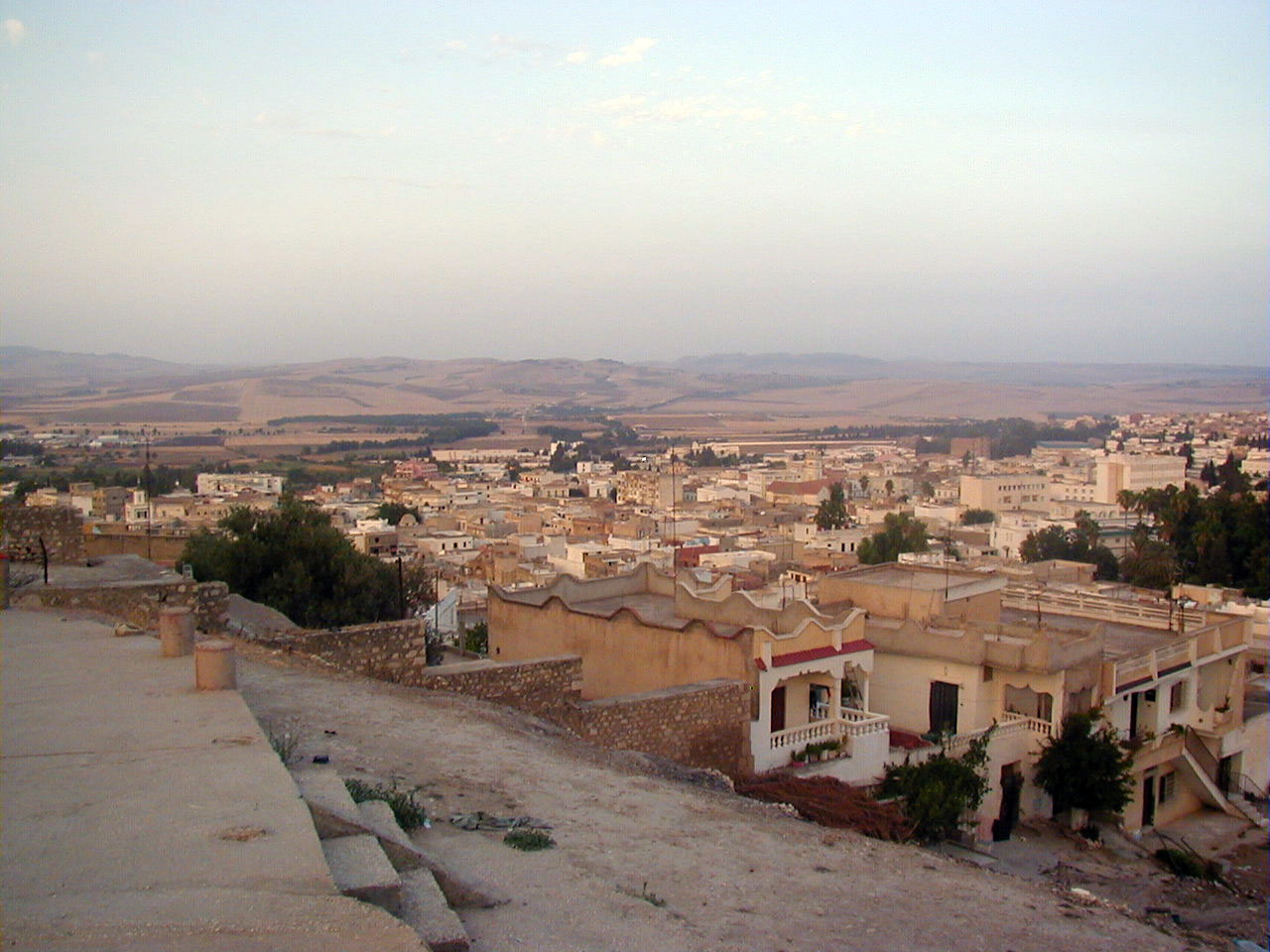
A város látképe
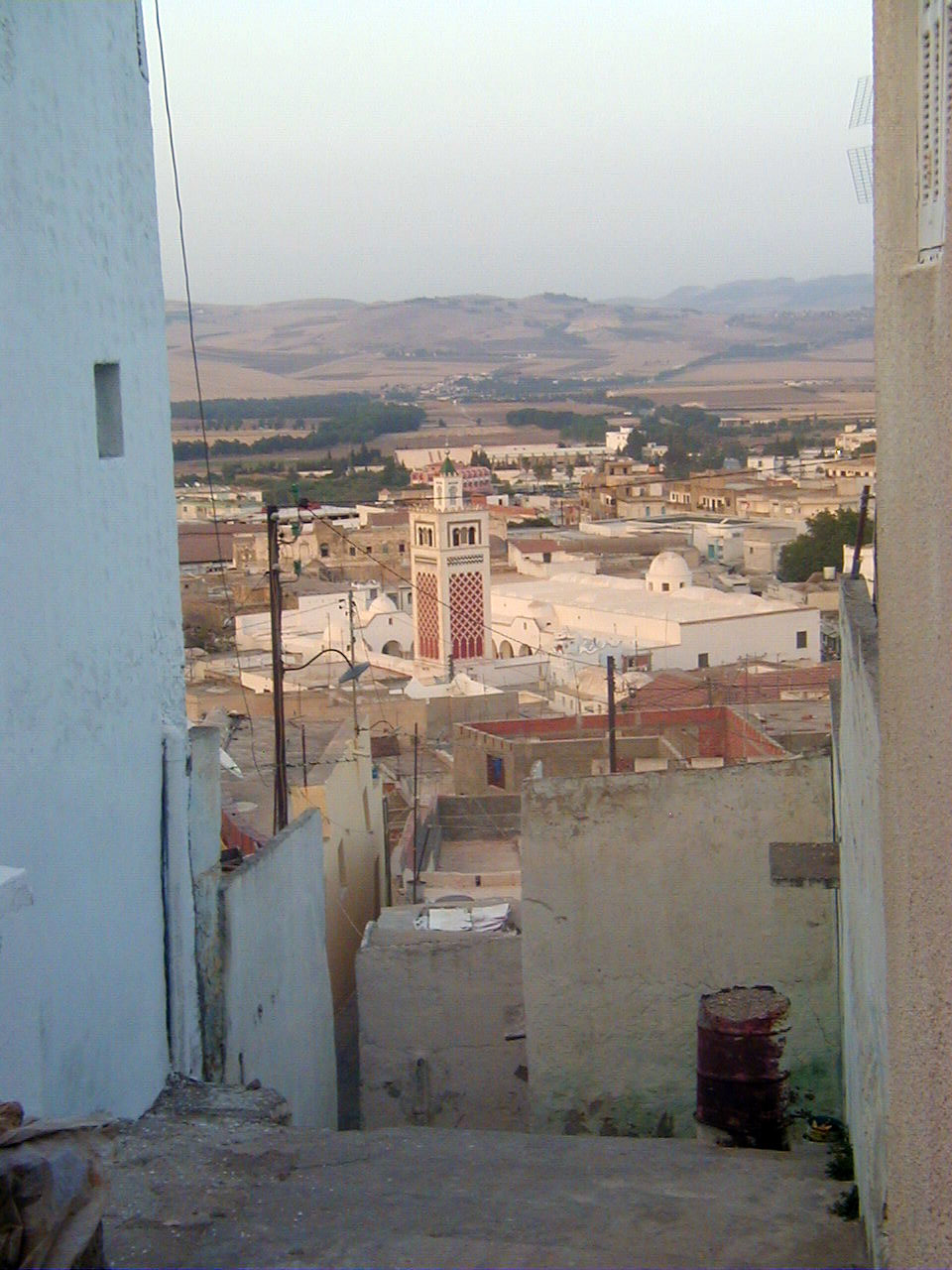
Béja, panoráma
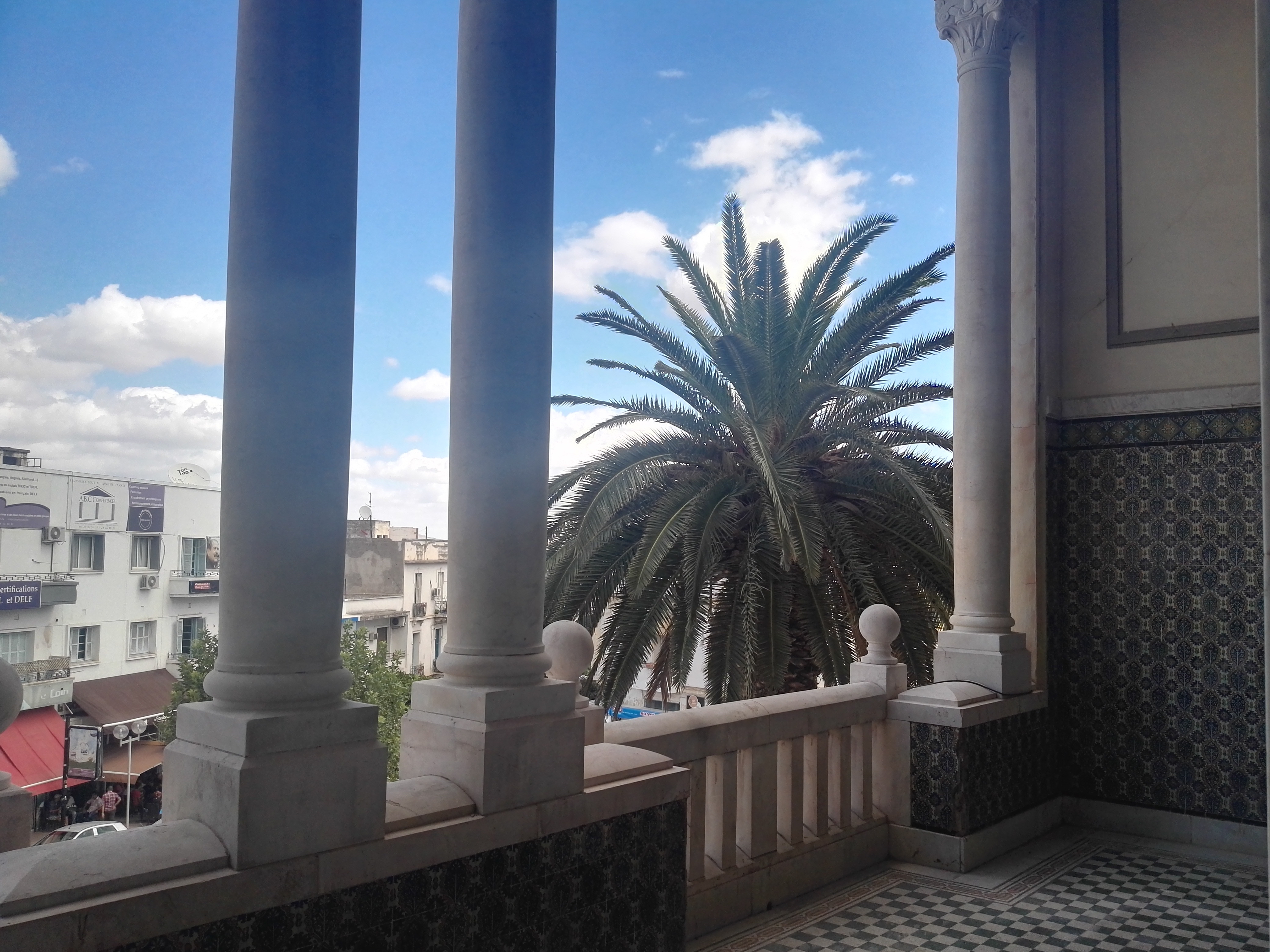
Béja
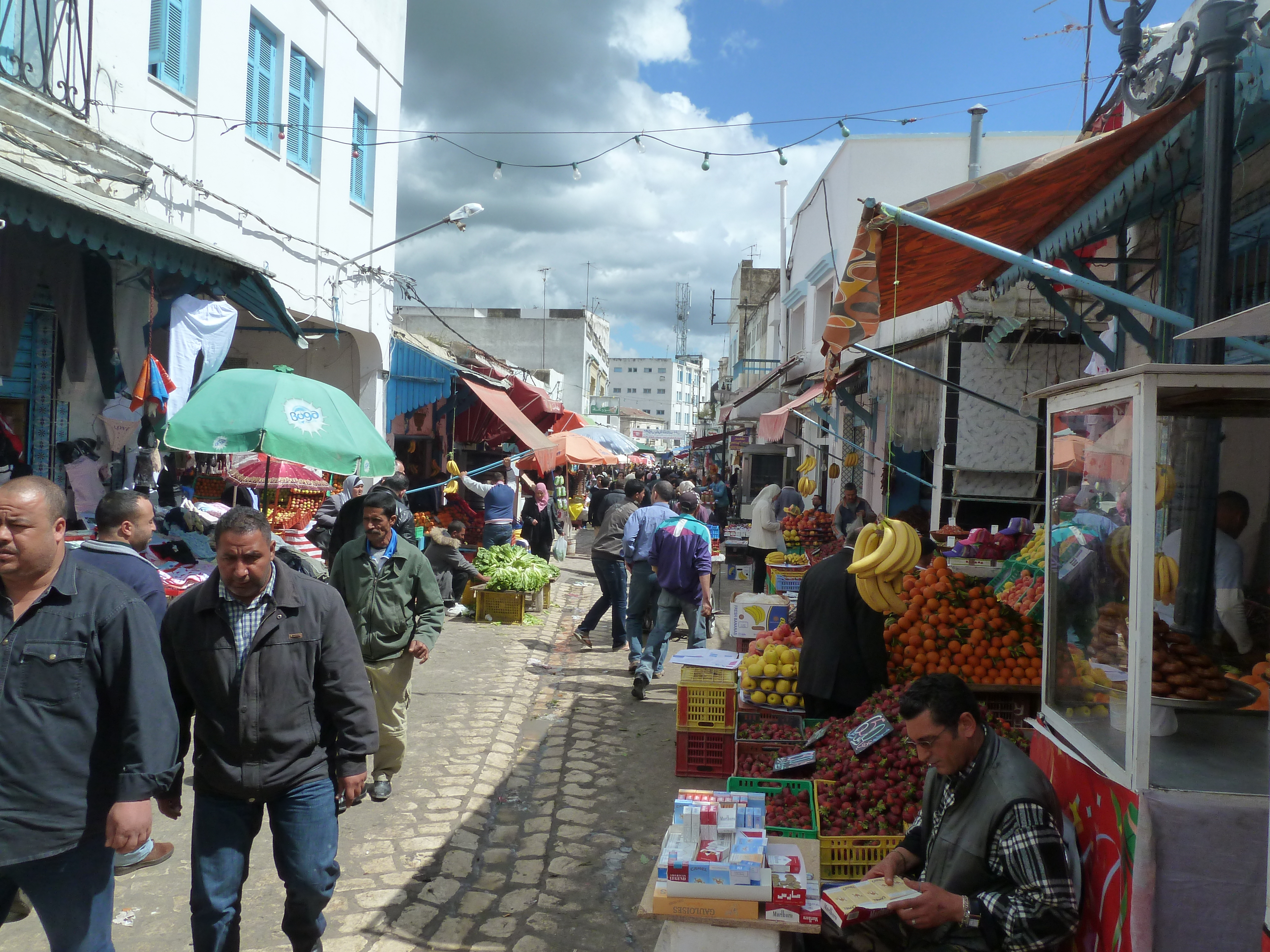
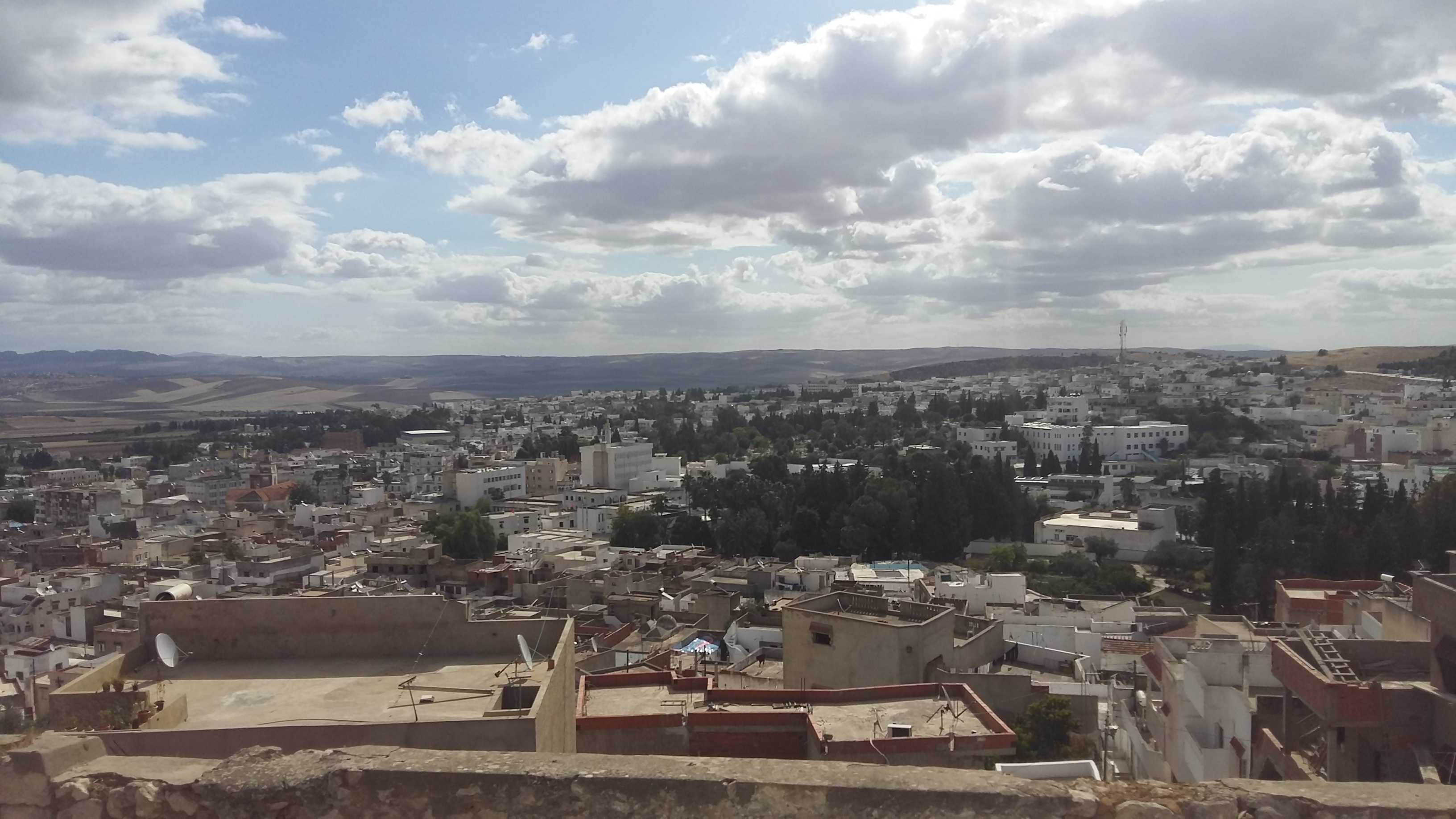
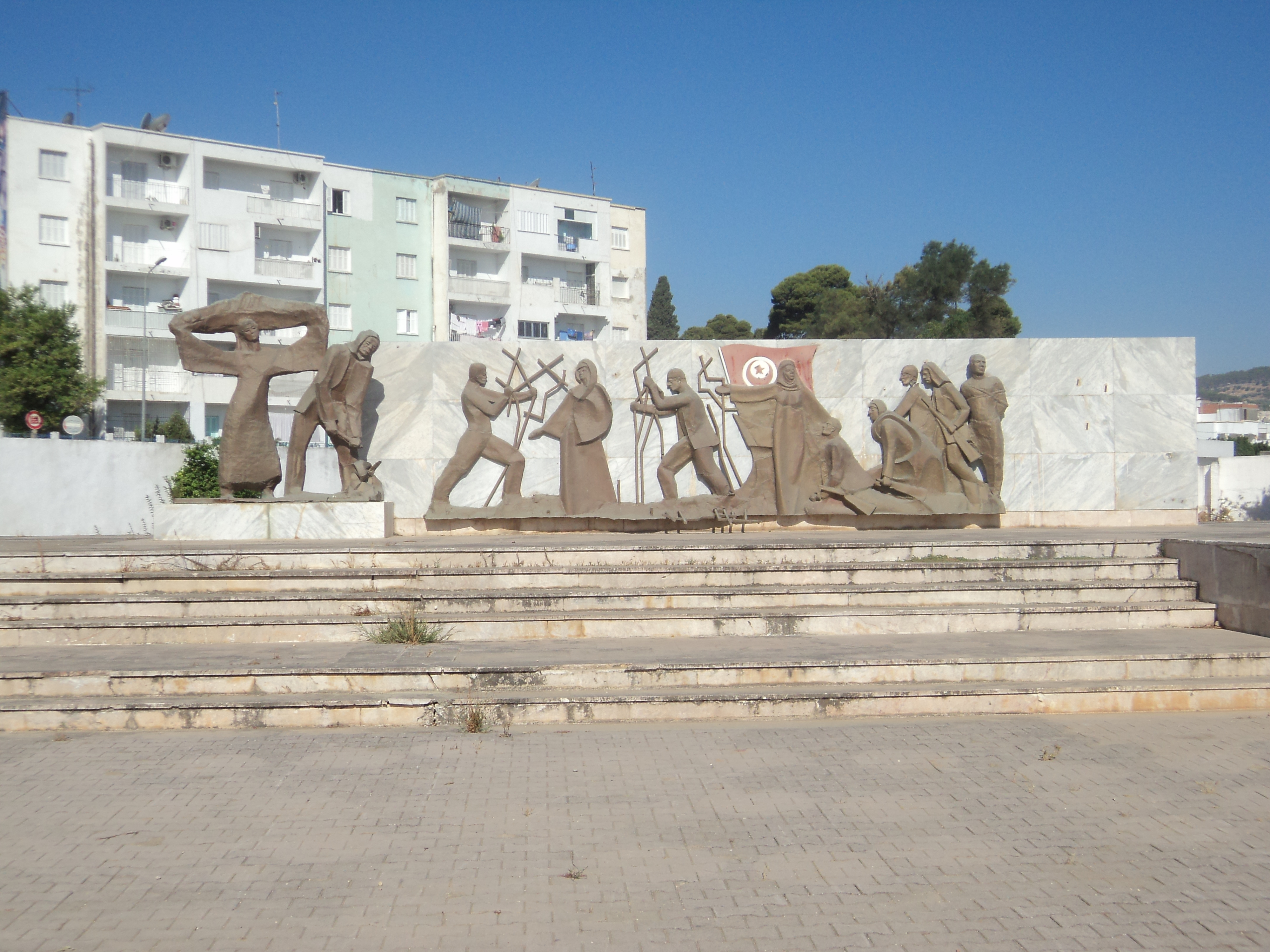
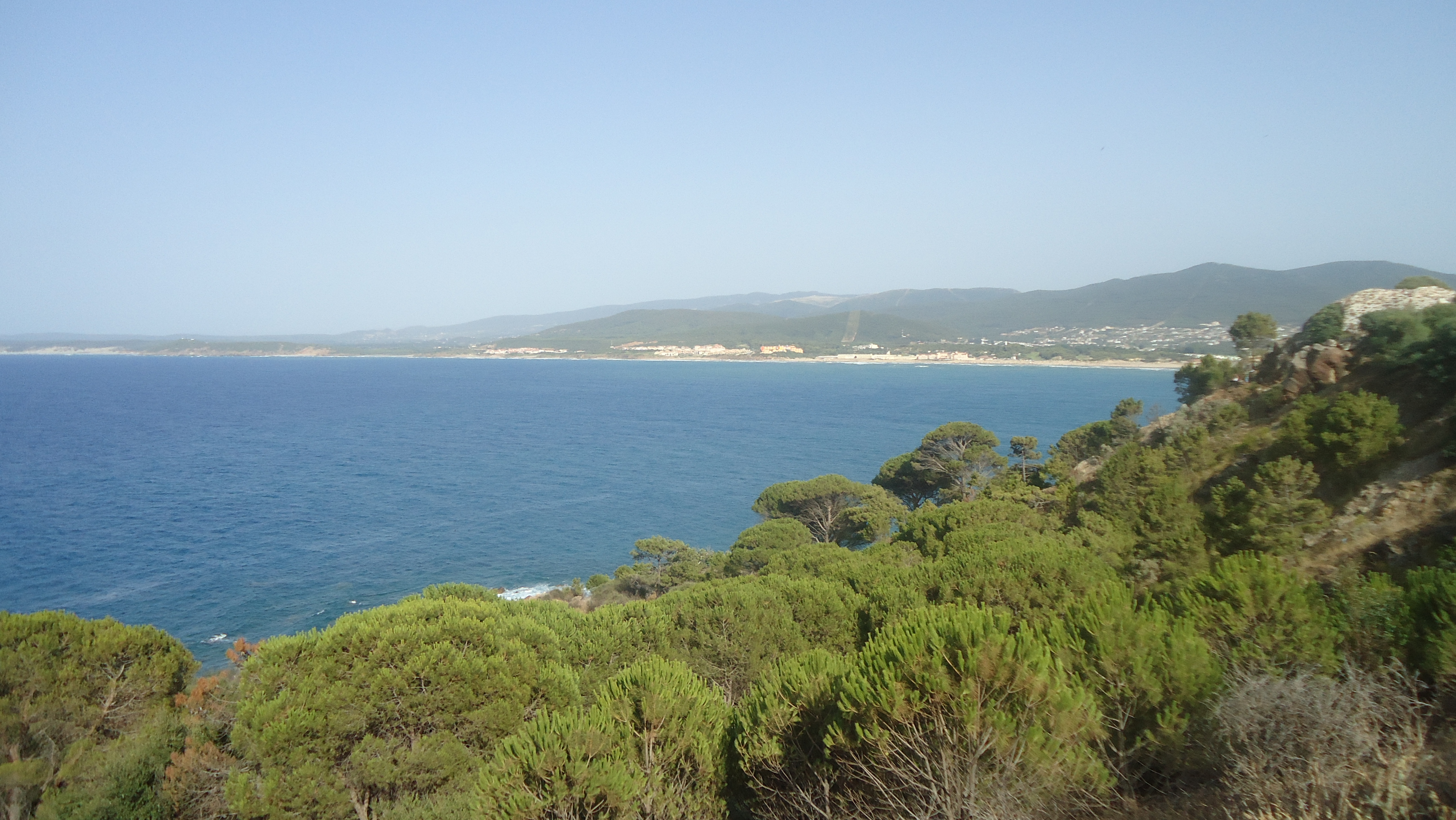
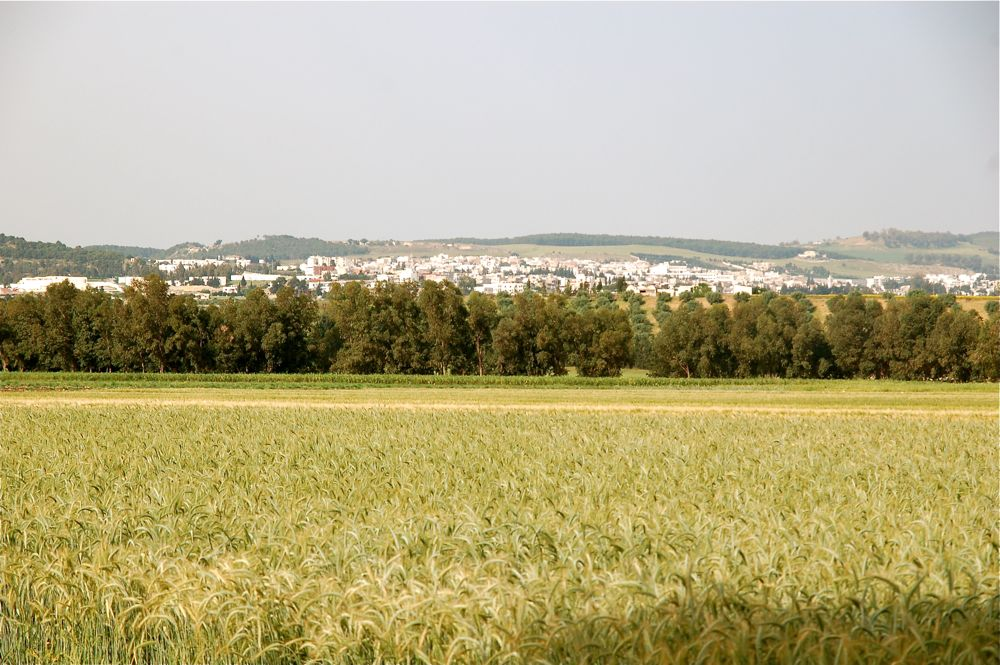